# Cephalaspidomorphi
Cephalaspidomorphi is een groep van kaakloze vissen. De meeste geslachten leefden gedurende het Siluur en het Devoon. Als blijkt dat de prikken (Petromyzontidae) inderdaad tot deze groep behoren, verlengen zij de overlevingsduur van de groep tot aan vandaag de dag. De groep is vernoemd naar Cephalaspis, zowel het typegeslacht als het eerst ontdekte en benoemde geslacht van de groep. Cephalaspis is geplaatst in de Osteostraci en daarbinnen de Cephalaspida en leefde in het Vroeg-Devoon.

## Anatomie en morfologie

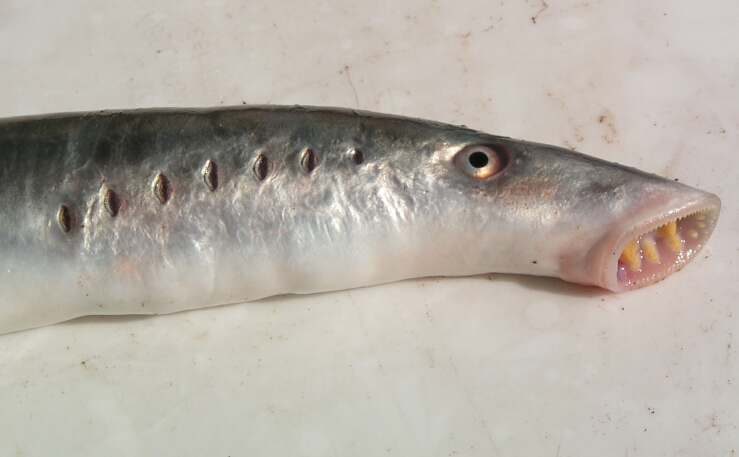
De kop van een rivierprik (Lampetra fluviatalis), een mogelijk nog levend lid van de groep.

De Cephalaspidomorphi kan onderverdeeld worden in twee groepen. De primitievere vormen die het niet langer dan het Laat-Devoon uithielden waren bepantserd en in de meeste gevallen waarschijnlijk bodemdieren. Tot deze groep behoorden de Osteostraci, de Galeapsida en de Pituriaspida. Zij hadden allen een kopschild met soms ook uitsteeksels. Deze kunnen hebben gediend om in de bodem te zoeken naar voedsel of om het dier groter te laten lijken en zo roofdieren te intimideren. Het is niet bekend of zowel mannetjes als vrouwtjes de uitsteeksels hadden. Als inderdaad slechts een van de twee geslachten deze uitsteeksels zou hebben, zou het mogelijk kunnen zijn dat ze werden gebruikt om de vrouwtjes te helpen het gezondste mannetje uit te kiezen aan de hand van bijvoorbeeld de felste kleuren van het kopschild en/of de uitsteeksels.

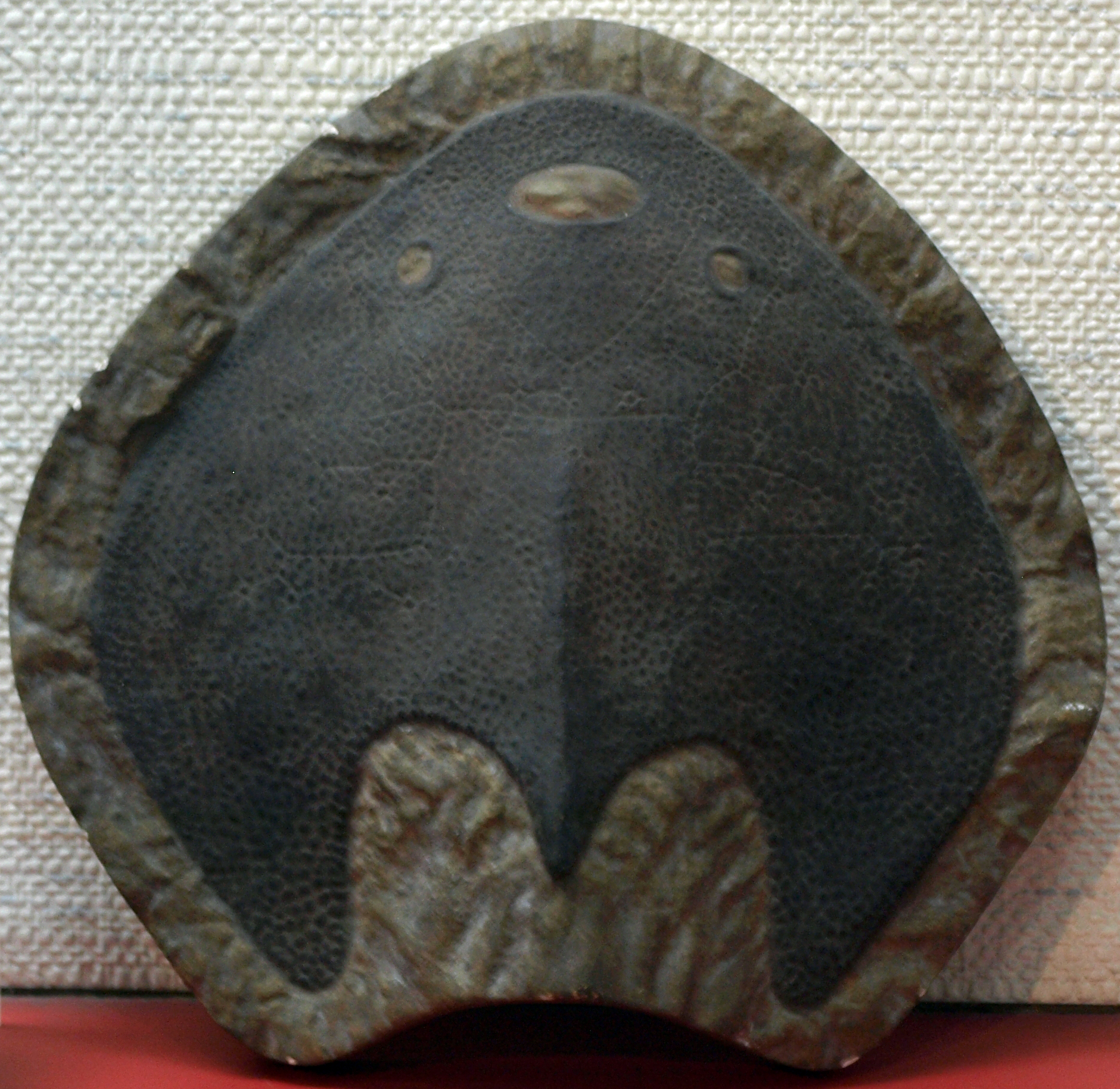
Het gefossiliseerde kop- en borstschild van Laxaspis qujingensis, een lid van de Galeaspida uit China.

Men denkt in ieder geval wel te weten dat de uitsteeksels niet geschikt waren voor het spiesen van prooi of het aanvallen van predatoren. De uitsteeksels waren hier waarschijnlijk te broos voor. Wel zouden de schilden (waaronder het kopschild) kunnen helpen bij de verdediging. Zo kan het goed mogelijk zijn dat het kopschild voor de meeste rovende dieren te dik was om te breken. Afgezien van de schilden aan de voorzijde van het lichaam was het gehele dier vrij kwetsbaar.
De tweede groep is niet bepantserd en wordt niet met zekerheid als een groep van de Cephalaspidomorphi beschouwd. De groep verschijnt voor het eerst in het Vroeg-Siluur en is daarmee ook gelijk de oudste groep van de Cephalaspidomorphi. Tot de groep behoren de Anaspida en mogelijk ook de lampreien. De Anaspida wordt als onzekere of zeer primitieve groep van de Cephalaspidomorphi gezien, omdat zij de typische lichaamsvorm van de Cephalaspidomorphi missen. Het kan zijn dat de bepantserde groep later uit de Anaspida geëvolueerd is, hoewel dit onwaarschijnlijk lijkt als men kijkt naar de anatomische en morfologische verschillen tussen de twee groepen.
Waar de Anaspida wel een opmerkelijke overeenkomst mee vertoond zijn de lampreien. De lampreien nemen zelfs nog een onzekerdere plaats in binnen de Cephalaspidomorphi. Er zijn vele onderzoekers die suggereren dat de lampreien de zustergroep van de Anaspida vormen of zelfs dat de lampreien de directe afstammelingen van de Anaspida zijn. Dit is echter allemaal zeer onzeker. De Cephalaspidomorphi staan bekend als een slechtbekende groep vissen met een korte levensduur. Als de lampreien ook tot de Cephalaspidomorphi blijken te behoren, dan zou dit onze hele visie op de groep veranderen. Niet alleen zou dit de levensduur van de groep met zo'n 360 miljoen jaar verlengen, maar ook zou een levende groep veel meer gegevens bieden dan alle tot nu toe gevonden fossielen bij elkaar.

## Groepen
Binnen de Cephalaspidomorphi zijn er vier groepen die met redelijke zekerheid aan de groep toegeschreven kunnen worden. De vijfde groep - de lampreien - kan mogelijk ook binnen de Cephalaspidomorphi vallen. In dit kopje beschrijven we de verschillende groepen.

### Osteostraci

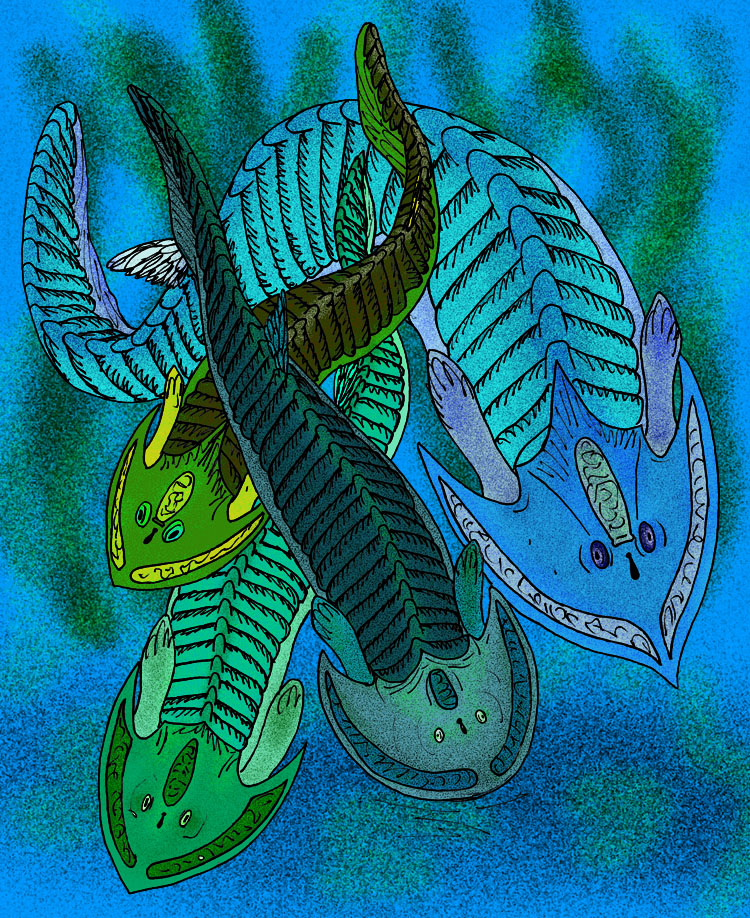
Verschillende soorten van het geslacht Cephalaspis. Van links naar rechts: C. whitei, C. lyelli, C. poweriei en C. magnificans, de grootste soort. In deze illustratie zijn duidelijk de verschillen tussen de soorten te zien, niet alleen in grootte en kleur, maar ook aan de verschillende vormen van het kopschild.

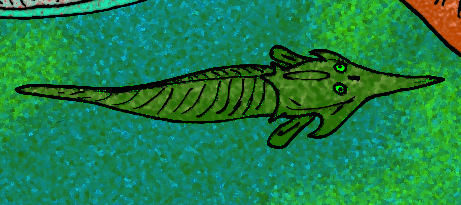
Boreaspis, een geslacht uit de Osteostraci bekend uit het Vroeg-Devoon in de Spitsbergen.

Waarschijnlijk de best bekende groep is de Osteostraci. De alle Osteostraci bezaten een dik kopschild. Bij de meeste leden leek het schild op dat van Cephalaspis met slechts één paar zijdelings lopende uitsteeksels aan de achterkant van de kop. Er zijn echter ook geslachten bekend als Ateleaspis en Hemicyclaspis die zo goed als geen uitsteeksels op hun kopschilden hadden, terwijl weer andere geslachten zoals Boreaspis een hoorn voor op de kop en een langer doorlopend kopschild naar achteren met aan het uiteinde drie kleinere hoorns hadden. Ook Cephalaspis magnificans vertoonde deze aanpassingen, zij het in mindere mate.
Nog weer andere geslachten als Tremataspis en Dartmuthia vertonen een bol schild, wat een aanpassing kan zijn aan het zwemmen in open water, enkele meters boven de bodem. Toch denkt men dat alle Osteostraci met duidelijke uitsteeksels bodemdieren waren. Bovendien had Tremataspis ook een ongewoon lang kopschild dat de helft van het lichaam besloeg. Aangezien het schild uit puur been bestaat denken onderzoekers dat het schild niet meegroeide. Ze denken dan ook dat de jongen van de Osteostraci onbepantserd waren en dat het pantser pas in een later stadium van het leven van een individu verscheen.
Een apart geval qua uitsteeksels vormt Machairaspis die verwant was aan Ateleaspis en Hemicyclaspis en daar dan ook op leek. Een duidelijk verschil was dat Machairaspis een stekel op het voorhoofd bezat die recht omhoog liep en slechts iets korter was dan de lengte van het gehele kopschild zelf. Waar deze stekel voor diende is dan ook een raadsel. Onderzoekers weten dan ook niet of Machairaspis voornamelijk een bodemdier was of een vrije zwemmer.
De meeste Osteostraci waren klein. Zenaspis bijvoorbeeld, was met slechts zo'n 15 cm van gemiddelde lengte, terwijl Dartmuthia en Tremataspis met 9–10 cm nog kleiner waren. Echter, er waren ook grotere leden. Cephalaspis magnificans was al van behoorlijke grootte, hoewel niet het grootste lid van de Osteostraci. Deze titel komt de ongewoon grote Parameteroraspis toe. Dit dier lijkt in het algemeen op een grotere versie van Cephalaspis poweriei met de twee zijdelingse hoorns meer naar buiten gericht en het gehele dier meer afgeplat. Het was dan ook duidelijk een bodembewoner.
Een ander opmerkelijk kenmerk dat uitsluitend in de Osteostraci wordt gevonden zijn de twee richels aan weerszeide van de kop. Deze waren mogelijk twee organen die werden gebruikt om kleine voedseldeeltjes uit het water te halen, wat impliceert dat ze mogelijk stof van de bodem opwoelden en zo voedseldeeltjes uit de stofwolk filterden. Deze richels worden echter niet bij andere groepen binnen de Cephalaspidomorphi gevonden, wat suggereert dat zij zich op een andere manier voedden. De lampreien voeden zich zo bijvoorbeeld door middel van parasitaire methoden, iets wat ook de anapsiden gedaan kunnen hebben. Van de andere groepen is nog onduidelijk hoe zij zich gevoed hebben, maar het kan ook zijn dat zich ook met opgewoelde voedseldeeltjes van de bodem voedden, zij het op een andere manier dan de Osteostraci.

### Galeaspida

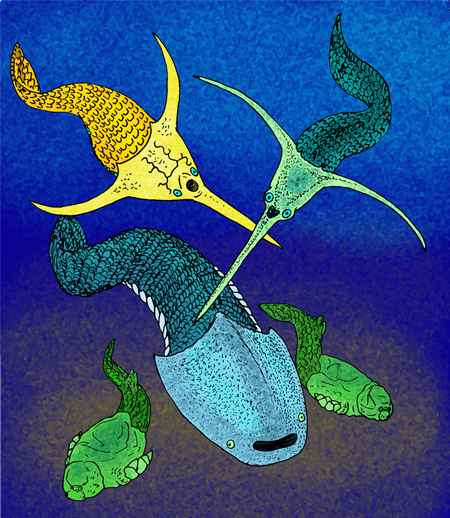
Asiaspis (linksboven), Lungmenshenaspis (rechtsboven), Bannhuanaspis (midden) en twee individuen van het placodermengeslacht Yunnanolepis.

De Galeaspida leken oppervlakkig veel op sommige Osteostraci en waren dan ook met deze groep nauw verwant en worden uitsluitend gevonden in Oost-Azië (China, Tibet en Vietnam) Net als de laatste hadden de Galeaspida een kopschild dat in sommige vormen versierd was met enkele prominente uitsteeksels zoals bijvoorbeeld in Asiaspis en Lungmenshenaspis en leken daardoor in enige mate op sommige Osteostraci als Boreaspis en sommige Pituriaspida als Pituriaspis. Andere geslachten zoals Bannhuanaspis hadden vrijwel geen uitsteeksels.
Een opmerkelijk kenmerk van de Galeaspida is de grote opening aan de bovenzijde van de schedel die voor de ogen zit en zich in het midden van de kop bevindt. Deze kwam uit op de farynx en de kieuwholte. Het kan zowel geholpen hebben bij het ademen als bij het verbeteren van de reukzin. Andere groepen zoals de Osteostraci hebben deze opening ook, maar hij is daar veel kleiner en zit hoger op de schedel, namelijk vlak voor of zelfs bijna tussen de ogen. Galeaspiden zijn uniek omdat ze van alle gewervelden de meeste kieuwopeningen hadden. Sommige geslachten uit de orde Polybranchiaspidida bezaten tot wel 45 kieuwopeningen. De naam Polybranchiaspidida betekent dan ook 'vele kieuwschilden'. De kieuwen bevonden zich bij alle leden aan de ventrale zijde van het lichaam.
Anders dan de Osteostraci hadden de Galeaspida geen rugvin en geen borstvinnen. De enige vin die de Galeaspida bezaten was een heterocerale caudale vin (hoewel deze niet goed te vergelijken is met de caudale vinnen van moderne vissen) aan de staart, die enigszins op een peddel leek. Op het kopschild van sommige leden zoals Laxaspis en Bannhuanaspis bevond zich ook een richel die aan de achterkant van het kopschild parallel aan de rug liep. Deze richel kan de functie van de rugvin bij de Osteostraci en de meeste moderne vissen hebben ingenomen. Aangezien het kopschild van onderen afgeplat was is het waarschijnlijk dat het bodemdieren waren. Behalve het kopschild bevatte de rest van het lichaam niet veel bepantsering behalve enkele kleine schubben die de rest van het lichaam bedekten.
De Galeaspida leefden van het Midden-Siluur tot en met het Laat-Devoon. De vroegste vormen zoals Hanyangaspis en Dayongaspis leefden in het Midden- tot Laat-Siluur. Aan het einde van het Siluur diversificeerden de Galeaspida zich opmerkelijk snel en vele verschillende vormen ontstonden. Tegen het Midden-Devoon ging de Galeaspida aanzienlijk in aantal en vormen achteruit. Slechts enkele geslachten zoals Duyunolepis en Wumengshanaspis overleefden tot diep in het Midden-Devoon. Het laatste geslacht stamt uit het Laat-Devoon van de Chinese provincie Ningxia. Op dezelfde vindplaats werden uit dezelfde lagen de resten van de tetrapode Sinostega en de placoderm Remigolepis gevonden.